# I Want to Tell You
I Want To Tell You, é uma música escrita por George Harrison, que foi lançada no álbum Revolver da banda The Beatles.

## Composição da letra
George explicou certa vez que a canção fala sobre a frustração que todos sentimos em relação à tentativa de comunicar certas coisas apenas utilizando as palavras. Percebeu que todos os acordes que conhecia não expressavam tais sentimentos; foi quando elaborou um acorde diferenciado que pareceu capturar o que ele queria dizer. Mais tarde John Lennon pegou "emprestado" o acorde na música "I Want You (She's So Heavy)". Quando George diz na letra  "I don't mind... I could wait forever. I've got time." (Eu não me importo... Eu poderia esperar para sempre) e, enquanto isso, Mccartney insiste batendo a mesma nota no Piano, serve para enfatizar justamente que pode esperar para sempre.
Nota-se a influência da música indiana quando Paul repete a frase "I've got a time" no fim da música, juntamente em vocal com os outros Beatles.

## Ficha técnica
De acordo com Ian MacDonald:
- George Harrison – vocal, guitarra solo, aplausos
- John Lennon – vocal de apoio, pandeiro, aplausos
- Paul McCartney – vocal de apoio, piano, baixo, aplausos
- Ringo Starr – bateria, maracas, aplausos